# Бор (Вышневолоцкий район)
Бор (карел. Boru) — деревня в Вышневолоцком городском округе Тверской области.

## География
Находится в центральной части Тверской области на расстоянии приблизительно 19 км по прямой на восток от города Вышний Волочёк.

## История
Была отмечена на карте 1825 года. В 1859 году здесь (деревня Вышневолоцкого уезда) было учтено 26 дворов. До 2019 года входила в состав ныне упразднённого Дятловского сельского поселения Вышневолоцкого муниципального района.

## Население
Численность населения составляла 167 человек (1859 год), 11 (русские 100 %) в 2002 году, 9 в 2010.